# Гљиве
Гљиве су чланови велике групе еукариотских организама који обухватају микроорганизме као што су квасци и плесни, као и боље познате печурке. Ти организми се класификују као царство, гљиве, које је засебно од биљки, животиња, протиста, и бактерија. Једна од главних разлика је да гљивични ћелијски зидови садрже хитин, за разлику од ћелијских зидова биљки и неких протиста, који садрже целулозу, и за разлику од ћелијских зидова бактерија. Ова и низ других разлика показују да су гљиве засебна група сродних организама, која се назива Eumycota (праве гљиве или Eumycetes), који имају заједничког претка (монофилетска група). Ова гљивична група је различита од структурно сличних миксомицета (слузаве плесни) и oomiceta (водене плесни). Грана биологије посвећена изучавању гљива је позната као микологија (од грчког μύκης, mukēs, са значењем „гљива“). Микологија се често сматра граном ботанике, мада је она засебно царство у биолошкој таксономија. Генетичке студије су показале да су гљиве сродније са животињама, него са биљкама.
Гљиве по броју врста спадају у најраспрострањеније организме на Земљи, и представљају посебно царство еукариота. Заједничко за гљиве и биљке су биљни хормони, а заједничко за гљиве и животиње су хитински ћелијски зид, пигмент меланин и ензими присутни у митохондријама. Данас је познато око 100.000 врста гљива, а претпоставља се да их има 15 пута више. Наука о гљивама — микологија (од грчког μύκης - гљива, λόγος - наука) — прошла је дуг развојни пут. Њеним родоначелником сматра се грчки филозоф Аристотел, који је дао прве описе гљива.
Гљиве су распрострањене широм света, али је упркос тога већина њих неупадљива због мале величине њихових структура, и њиховог скривеног животног стила у земљишту, на мртвој материји, и у симбиози са биљкама, животињама, или другим гљивама. Оне постају уочљиве током зрења, било као печурке или буђ. Гљиве имају есенцијалну улогу у декомпозицији органске материје, као и фундаменталне улоге у прехрамбеном циклусу и размени. Оне су дуго кориштене као директан извор хране, као што су печурке и тартуфи, као квасац у хлебу, и у ферментацији разних прехрамбених продуката, као што је вино, пиво, и сос од соје. Од 1940-тих, гљиве се користе за продукцију антибиотика. Однедавно разни ензими произведени гљивама налазе индустријску примену и користе се као компонента детерџената. Гљиве се такође користе као биолошки пестициди за контролу корова, биљних болести и инсектних штеточина. Многе врсте производе биоактивна једињења звана микотоксини, као што су алкалоиди и поликетиди, који су токсични за животиње и људе. Плодоносне структуре неких врста садрже психотропна једињења и конзумирају се рекреационо или у традиционалним духовним свечаностима. Гљиве могу да разлажу проиведене материјале и зграде, и да постану значајни патогени за људе и животиње. Губитак усева услед гљивичних болести (нпр., Magnaporthe grisea) или кварење хране могу да имају велики утицај на људске залихе хране и локалне економије.
Царство гљива се састоји од енормно различитих таксона са разноликим екологијама, стратегијама животних циклуса, и морфологијама у опсегу од једноћелијских водених Chytridiomycota до великх печурки. Међутим, мало је познато о истинској биоразноликости царства гљива, које се процењује на 1,5 милиона до 5 милиона врста, при чему је око 5% њих формално класификовано. Још од пионирских таксономских радова научника Карл фон Лине, Христијан Хенрих Персон и Елијас Магнус Фрис током 18. и 19. века, гљиве су биле класификоване на основу њихове морфологије (нпр., карактеристика као што су боја спора или микроскопских својстава) или физиологије. Напреци у молекуларној генетици су омогућили инкорпорацију ДНК анализе у таксономију, која повремено доводи у питање историјска груписања базирана на морфологији и другим својствима. Филогенетичке студије објављене током задње декаде су помогле у преобличавању класификација царства гљива, које се дели у једно потцарство, седам фила, и десет потфила.
Група свих гљива присутних у датој области или географском региону је позната под називом микобиота, npr., „микобиота Ирске“.

## Карактеристике
Пре увођења молекуларних метода за филогенетичку анализу, таксономисти су сматрали да су гљиве члан биљног царства због сличности животних стилова: гљиве и биље су углавном непокретне, и постоје сличности у погледу опште морфологије и станишта. Попут биљки, гљиве обично расту у земљишту, и у случају печурки формирају упадљива воћна тела, која понекад подсећају на биљке, као на пример код маховине. Гљиве се данас сматрају засебним царством, јасно раздвојеним од биљака и животиња, од којих изгледа да су се одвојиле пре око једне милијарде године. Нека морфолошка, биохемијска, и генетичка својства су заједничка са другим организмима, док су друга јединствена за гљиве, што их јасно одваја од других царстава:

### Заједничка својства
- Са другим еукариотама:

Попут других еукариота, ћелије гљива садрже мембраном обавијено једро са хромозомима који садрже ДНК са некодирајућим регионима званим интрони и кодирајућим регионима званим ексони. Гљиве имају мембраном окружене цитоплазмичне органеле, као што су митохондрија, мембране које садрже стерол, и рибозоми 80S типа. Оне имају карактеристични опсег растворних угљених хидрата и складишних једињења, укључујући шећерне алкохоле (npr., манитол), дисахариде, (npr., трехалоза), и полисахариде (npr., гликоген, који је исто тако присутан код животиња).
- Са животињама:

Гљивама недостају хлоропласти и оне су хетеротрофни организми и стога су им неопходне припремљена органска једињења као извор енергије.
- Са биљкама:

Гљиве имају ћелијски зид и вакуоле. Оне могу да се репродукују на сексуални и асексуални начин, и попут базалних биљних група (као што су папрати и маховине) производе споре. Слично маховини и алгама, гљиве типично имају хаплоидна једра.
- Са еугленоидним алгама и бактеријама:

Више гљиве, еугленоиди, и неке бактерије производе аминокиселину -лизин следећи специфични низ биосинтетичких корака, звани α-аминоадипатни пут.
- Ћелије већине гљива расту као цевасте, издужене, и концима сличне (филаментозне) структуре и називају се хифе, које могу да садрже вишеструка једра и да буду проширене на врховима. Сваки врх садржи сет агрегираних везикула — ћелијских структура које садрже протеине, липиде, и друге органске молекуле — зване Spitzenkörper.[16] гљиве и оомицете расту као филаментозне хифалне ћелије.[17] У контрасту с тим, организми сличног изгледа, попут филаментозних зелених алги, расту путем понављајућих ћелијских деоба унутар ћелијског ланца.[9]
- Више од 70 врста гљива, као и неке биљке и животиње, манифестују феномен биолуминисценције.[18]

### Јединствена својства
- Неке врсте расту као једноћелијски квасци који се репродукују пупљењем или бинарном деобом. Диморфне гљиве могу да пређу између фазе квасца и фазе хифа у респонсу на промене услова животне средине.[19]
- Гљивични ћелијски зид се састоји од глукана и хитина. Док је глукан исто тако присутан у биљкама, а хитин у егзоскелету зглавкара,[20][21] гљиве су једини организми који комбинују та два структурна молекула у свом ћелијском зиду. За разлику од ћелијских зидова биљки и оомицета, ћелијски зидови гљива не садрже целулозу.[22]

Већина гљива нема ефективан систем за транспорт на даљину воде и нутријената, као што је ксилем и флоем код многих биљака. Да би превазишле та ограничења, неке гљиве, као што је Armillaria, формирају ризоморфе, који подсећају на корене биљки и изводе сличне функције. Још једна карактеристика која је заједничка са биљкама је биосинтетички пут за производњу терпена који користи мевалонску киселину и пирофосфат као хемијске градивне блокове. Међутим, биљке имају додатне терпенске путеве на њиховим хлоропластима, структурама које недостају гљивама. Гљиве производе неколико секундарних метаболита који су слични или идентични по структури са биљним метаболитима. Многи биљни и гљивични ензими који формирају та једињења се међусобно разликују у секвенци и другим карактеристикама, што указује на различито порекло и еволуцију тих ензима код гљива и биљки.

## Разноврсност
Гљиве су распрострањене широм света, и расту у широком опсегу станишта, укључујући екстремна окружења, као што су пустиње или области са високим концентрацијама соли или јонизујуће радијације, као и на седиментима у дубоком мору. Неке могу да преживе интензивну УВ и космичку радијацију присутну при свемирском путовању. Већина расте у копненим окружењима, мада неколико врста живе делом или у потпуности у воденим стаништима, као што је Chytridiomycota Batrachochytrium dendrobatidis, паразит који је одговоран за смањење водоземачких популација широм света. Тај организам проводи део свог животног циклуса као покретна зооспора, што му омогућава да се покреће кроз воду и да уђе у водоземног домаћина. Други примери водених гљива су оне које живе у хидротермалним областима океана.
Таксономи су формално описали око 100.000 врста гљива, мада глобална биоразноврсност гљивичног царства није у потпуности изучена. На бази поређења односа броја врста гљива и биљки у датим окружењима, процењује се да царство гљива садржи око 1,5 милиона врста. Недавне (2011) процене сугеришу да вероватно има преко 5 милиона врста. У микологији, врсте су историјски разликоване путем различитих метода и концепата. Класификација базирана на морфолошким карактеристикама, као што су величина и облик спора или плодоносних структура, је традиционално доминирала гљивичном таксономијом. Врсте се исто тако могу разликовати по њиховим биохемијским и физиолошким карактеристикама, као што је њихова способност да метаболизују одређене биохемикалије, или њиховој реакцији на хемијске тестове. Концепт биолошких врста разликује врсте на основу њихове способности да се паре. Примена молекуларних алата, као што је ДНК секвенцирање и филогенетичка анализа у изучавању разноврсности је знатно унапредила резолуцију и унела робустност у процене генетичке разноврсности унутар разних таксономских група.

## Грађа
Гљиве су једноћелијски или вишећелијски еукариотски организми чије соматско тело може да буде:
1. целуларно (код примитивних слузавих гљива)
2. плазмодијално (код сложенијих слузавих гљива)
3. немицелијско (код квасаца)
4. мицелијско (код правих гљива).

У прву врсту гљива са целуларним соматским телом спадају примитивне слузаве гљиве. То је најпримитивнија организација гљива која има широко распрострањење. То су једноћелијски организми са једром и без ћелијског зида. Типична врста ових гљива су миксамебе. Гљиве са целуларним соматским телом у свим фазама свог развоја задржавају индивидуалност ћелија. За разлику од њих код сложенијих слузавих гљива са плазмодијалним соматским телом долази до удруживања ћелија у крупну, вишеједарну протоплазматичну масу у којој појединачне ћелије губе своју индивидуалност, услед недостатка ћелијског зида. Та маса назива се плазмодијум. Типичан пример је род Physamum.
Немицелијско тело код квасаца одликују ћелије која на површини свог тела имају диференциран, нежан омотач. Понекад, процесом соматског размножавања које се означава као пупљење настају релативно кратки низови ћелија које се још нису одвојиле једне од других и таква творевина означава се као привидна мицелија („псеудомицелија“). Управо због гљива са немицелијским соматским телом долази до дизања теста, тако да ова врста гљива има широку употребу.
Гљиве обухватају једноћелијске и вишећелијске организме, који се размножавају полно и бесполно, или искључиво бесполно. Тело вишећелијских гљива организовано је у виду мицелија или псеудомицелија. Мицелија (мицелијум) је мрежа хифа која попут паукове мреже, прораста супстрат и може се простирати на више хектара површине (као код врсте Armillaria ostoyae). Хифа је низ ћелија гљиве. На врху хифе код паразитских облика налазе се заобљени изданци звани хаусторије који продиру у ћелије, упијају храну и њоме хране гљиву. Плодишта развијају гљиве (макромицете) да би се бесполно размножавале. Свако плодиште ослобађа споре. Једно плодиште ливадске печурке произведе око 16 милијарди спора. Клијањем спора на одговарајућој подлози настаје нова мицелија.

## Разноврсност
У јестиве гљиве спадају више гљиве из раздела Ascomycota и Basidiomycota.

### 
Имају значај у људској исхрани и производњи антибиотика. Одређене врсте с плодоносним телима су јестиве. Једна од најквалитетнијих јестивих гљива из овог раздела јесте Округли смрчак (Morchella esculenta).Квасци имају веома широку примену у прехрамбеној индустрији, а пре свега у производњи хлеба.

### Basidiomycota
Оне су храна многим животињама, као и људима. Велики број врста се може користити у исхрани.У нашим крајевима најпознатије јестиве гљиве из овог раздела су вргањ (Boletus edulis), лисичарка (Cantharellus cibarius), буковача (Pleurotus ostreatus) и рудњача (Agaricus campestris).
- Смрчци

(Morchella)Висина 5 до 15 cm. Округласт, ваљкасто купаст, уздужно наборан, смеђи шешир. Беличаста шупља дршка.
Налазе се у пролеће у ниској трави у проређеним шумама, од око 300 до 3.000 метара надморске висине. Има их више врста и сви су јестиви (обичан смрчак, дебелоноги смрчак, купасти смрчак, ребрасти смрчак).
- Хрчци

(Gyromytra) Висина 3 до 8 cm. Шешир им је вијугаво наборан, веома крт и ломљив, кестењасте боје. Дршка је уздуж ребраста и шупљикава.
- Рудњача

(Agaricus campester) Висипа 5 до 9 cm. Шешир пречника 5 до 12 cm. Чисто бела гљива, свиленкасте или "плишане" покожице, понекад мало црвенкасто-смеђа са тамнијим крљуштима. Листићи су према старости прво бели, па меснато ружичасти и на крају чоколадно смеђи. Дршка кратка и најчешће према дну сужена, бела, са једноставним, често пролазним прстеном. Мирис угодно освежавајући, а бело једро месо помало посмеђи, односно поцрвени на пресеку. Налази се понекад у великим количинама, на ђубреним ливадама, у нижим и брдским светлијим шумама, у пролеће и у јесен.
- Ђурђевача

(Tricholoma georgii) (редуша, ђурђевка, јурјевка, ранка, брусница)Висина 6 до 9 cm. Шешир 4 до 10 cm. Листићи под шеширом су веома густи. Цела мирише на брашно. Налази се од краја марта до маја, на ивицама шума, у трави и у шумарцима, до висине од око 1.000 метара надморске висине. Честа је у северној Србији
- Бисерка

(Amanita rubescens) (бисерница, црвенкаста мухара)Висока 10 до 20 cm. Шешир (6 до 15 cm) и дршка су смеђе боје, која може да пређе у бледу. По површини шешира су распоређене тачкасте и љуспасте крпице од остатка опне, које киша лако спере. Сукњица је бела, а задебљање дршке (при основи) је покривено љуспастим и брадавичастим остацима врећице. Кожица са шешира се лако гули. Месо је снежно бело, сочно, једро, без мириса.
- Лисичарка

(Cantharellus cibarius) (лисичица, лисица)Висина 3 до 10 cm. Шешир од 3 до 12 cm. Променљиве је боје, од жуте до наранџасте, с белкастим тоном. Листићи су светлији од шешира, дуго силазе низ дршку. Месо је жућкасто беле боје, пријатног мириса брескве, укус слаткаст.

## Начин припреме
Најчешће се конзумирају термички обрађене гљиве, али сирове се лакше варе. Термичка обрада укључује кување, динстање, печење, фламбирање... Укупна недељна количина гљива у исхрани не треба да пређе 1-1,5 килограма. Гљиве могу да се конзервирају на разне начине (усољавање, сушење, маринирање, пастеризација...).

## Подела гљива по начину живота
Гљиве представљају посебан облик живота на Земљи који је развио три основне стратегије преживљавања у природи. Основна им је подјела на:
- (слузњаче), протисти налик гљивама
- , гљиве алгашице (алгашице)
- гљиве мешинарке (мешинарке)
- гљиве стапчарке (стапчарке или стапчаре)

Гљиве могу бити симбионти које живе у заједници са многим биљним врстама и имају међусобну корист. Гљиве задржавају воду у мицелију, а ту воду користе биљке које помоћу корења извлаче минералне материје неопходне за раст гљива; сапрофити (разлагачи) без чијег деловања у природи не би могло доћи до разлагања органских материја биљног порекла. Каже се да, да нема гљива, шуме би се угушиле у властитом отпаду; и паразити - Дерматофити - које нападају живе биљке, животиње, људе и друге гљиве. Кроз мрежу танких хифа, гљиве упијају храну из живе или неживе органске материје.

## Размножавање
Гљиве се размножавају на различите неполне и полне начине. Најједноставнији облик размножавања је вегетативно размножавање путем одељивања мицелија. При неполном размножавању, спорама је значајна велика различитост, па се тако најпримитивнији типови, који живе у води, размножавају помоћу зооспора са цилијама које настају у зооспорангијама. Примитивни типови гљива који живе на копну размножавају се различитим спорама обавијеним мембраном. Те споре могу настати унутар спорангија (ендоспоре) или изван спорангија (конидије).
Начин полног размножавања гљива је такође различит. Код архимицета полни расплод настаје копулацијом мушких и женских полних ћелија, које настају у посебним полним органима гљиве. Код фикомицета полне ћелије се састоје само од језгра, тако да се оплодња обавља уз помоћ оплодних цевчица. Код мешинарки и стапичарки дошло је до потпуне редукције полних органа.

## Галерија
- Смрчак
- Вргањи
- Вргањ
- Вргањ из Шумадије
- Лисичарка
- Брестовача
- Труд
- Оријашки жбунац